# Byasa hedistus
Byasa hedistus is een vlinder uit de familie van de pages (Papilionidae). De wetenschappelijke naam van de soort is voor het eerst geldig gepubliceerd in 1928 door Karl Jordan.